# ベルンハルト作戦
ベルンハルト作戦（ベルンハルトさくせん、ドイツ語: Aktion Bernhard、英語: Operation Bernhard）とは、第二次世界大戦中の1943年から敗戦まで、連合国の1国であるイギリス経済の撹乱を狙って実施されたナチス・ドイツによるポンド紙幣偽造の秘密作戦である。国家機関による通貨偽造事件としては史上最大規模であった。

## 概要

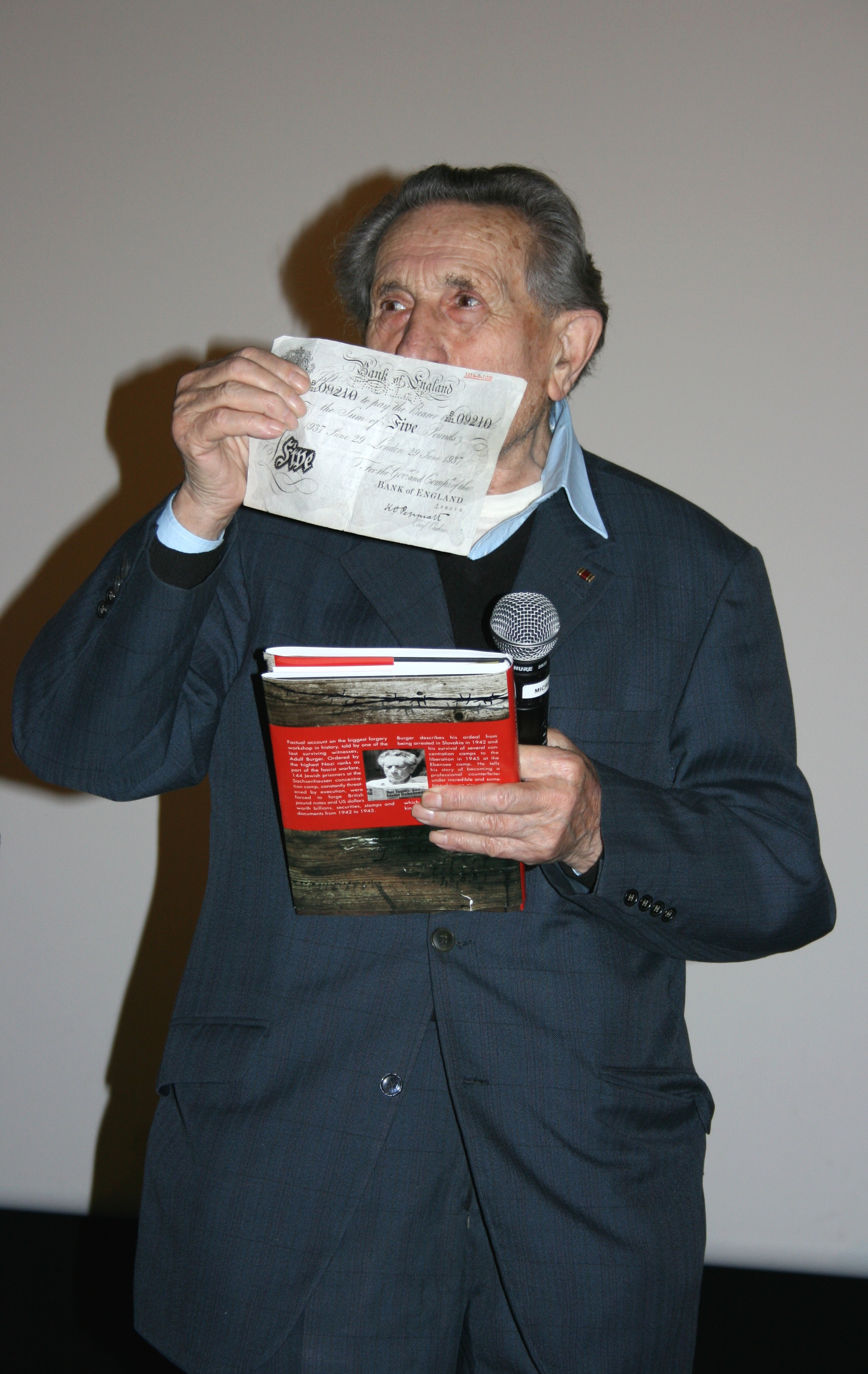
2008年1月、パリにおける『ヒトラーの贋札』のプレミアで贋5ポンド札を見せるアドルフ・ブルガー

この通貨偽造作戦は、ヴァルター・シェレンベルク率いる親衛隊情報部の国外諜報部門（国家保安本部第VI局）の謀略工作の専門家アルフレート・ナウヨックス親衛隊少佐が発案し、アンドレアス作戦（Aktion Andreas、ユニオンジャックを構成する聖アンデレ十字にちなむ）として始められたが、ナウヨックス左遷の影響を受けて1942年に中断されていた。これが第二次世界大戦勃発後に再開され、書類偽造課長ベルンハルト・クリューガー親衛隊少佐が指揮・実行した。当初はイギリス通貨の信用を失墜させ、連合国の経済活動を攪乱することを目的としていたが、後には戦争遂行のための資金源として利用されるようになった。
実際に贋造したのは、ザクセン・ハウゼン強制収容所に集められたユダヤ人技術者たちである。1944年までに贋造された5ポンド札ほか、複数のポンド札は合わせて1億3200万ポンドに上り、うち約50％がスパイへの報酬、秘密工作資金、武器調達用などの海外の秘密工作に使用され、その量は当時の全流通量の約10％に相当した。
大戦末期に近い1944年、イギリスの駐トルコ特命全権大使である雇い主の機密書類を写真撮影して、ドイツ側に売り渡したスパイで、「キケロ」のコードネームで呼ばれたエリエサ・バズナは、報酬として総額30万ポンド（現在の邦貨30億円相当）を得たが、すべてベルンハルト・クリューガーの偽札であった。また、幽閉されたイタリアのベニート・ムッソリーニ元首相の救出作戦の資金にも充てられたという。精度は非常に高く、透かしの変更などの対応に追われた。また、作戦後期には米ドル札の贋造命令が下ったが、技術的な問題で完成には至らなかった。
ドイツ降伏の混乱の中、親衛隊は偽造紙幣を原版やその他の機密文書とともにオーストリアのトプリッツ湖に沈めたが、1959年に西ドイツの写真週刊誌『シュテルン』の取材によって回収され、作戦の全容が一般に知られることとなった。
終戦後、イングランド銀行は額面が5ポンド以上の紙幣を回収して、真贋を問わずすべて処分することを余儀なくされた。

## 影響

### イギリス
「ベルンハルト作戦」によりヨーロッパ中にばらまかれた贋造ポンド紙幣と、偽造紙幣の流通の噂はヨーロッパ中を駆け巡り、戦中から戦後にかけて信用が失墜したポンドの価値が急落した他、戦後しばらくの間はイギリス国内においても5ポンド紙幣の受け取り拒否が相次いだと言われている。

### イスラエル
戦後解放されたユダヤ人のイスラエルへの逃亡の資金源として、偽造され流通したポンド紙幣が多く使われたと伝えられている他、イギリス軍と戦う独立派の武器調達のためにも多くが使用されたと言われている。

### アルゼンチン
1960年代から1970年代にかけて軍政下のアルゼンチン国内で行われた、「共産主義者」と目された反政府活動家に対する軍事弾圧である「汚い戦争」における作戦資金や、東西ドイツからの亡命者が多く顧問を務めたアルゼンチン軍の外国からの武器調達において、「ベルンハルト作戦」の元関係者が指導し、偽造したポンド紙幣が多く使用されたとの証言がある。

## 関連映画
- 『五本の指』（二十世紀フォックス映画、1952年）　ジェームス・メイソン主演、キケロ事件の映画化
- 『ヒトラーの贋札』（Aichholzer Film & Magnolia Filmproduktion、2007年）　日本では2008年1月19日に公開